# Balla Baby
"Balla Baby" é uma canção do rapper estadunidense Chingy. Ela foi lançada sendo o primeiro single do segundo álbum de Chingy, Powerballin'. É, sem muitas exceções, a música mais popular do álbum, tendo sido ranqueada na 20ª posição no Billboard Hot 100 e na 34ª do UK Singles Chart. A versão remix contém participação de Lil Flip e Boozie of G.I.B, e o clipe da música foi lançado junto com o remix.
A música também é um dos temas de Malhação, da Rede Globo. 

## Recepção
A música recebeu críticas mistas por parte dos críticos de música. Porém, o single foi muito elogiado por alguns criticos, que descreveram a canção como  "tentativa delicada" feita para chamar a atenção para seu segundo álbum.

## Clipe
O clipe apresenta uma mulher sexy dentro de uma máquina de pinball e também uma coruja num celeiro, que faz de conta que canta a música. 

## Formatos e faixas
CD: 1
1. Balla Baby
2. That Thing

CD: 2
1. Balla Baby
2. Fall-N
3. Balla Baby (instrumental)
4. Balla Baby (vídeo)

## Desempenho nas paradas
| Tabelas musicais (2004-2005)  | Melhor posição |
| ----------------------------- | -------------- |
| Australian ARIA Singles Chart | 19             |
| Hot Canadian Digital Singles  | 6              |
| EUA - Billboard Hot 100       | 20             |
| EUA - Hot R&B/Hip-Hop Songs   | 17             |
| EUA - Hot Rap Tracks          | 7              |
| UK Singles Chart              | 34             |

## Certificações
| País / Certificadora  | Vendas  | Certificação |
| --------------------- | ------- | ------------ |
| Estados Unidos (RIAA) | 500.000 | Ouro         |